# Dídimo Aponzá
Dídimo Aponzá (Jamundí, Valle del Cauca, Colombia; 21 de noviembre de 1991) es un futbolista colombiano. Juega de defensa.

## Clubes
| Club                                   | País     | Año         |
| -------------------------------------- | -------- | ----------- |
| Atlético Nacional (Divisiones Menores) | Colombia | 2011        |
| Alianza Petrolera                      | Colombia | 2011 - 2012 |
| Atlético F. C.                         | Colombia | 2015 - 2016 |
| Assuo Camaleao                         | Brasil   | 2017        |

## Palmarés

### Campeonatos nacionales
| Título    | Club              | País     | Año  |
| --------- | ----------------- | -------- | ---- |
| Primera B | Alianza Petrolera | Colombia | 2012 |